# Шпак-малюк маукейський
Шпак-малю́к маукейський (Aplonis mavornata) — вимерлий вид горобцеподібних птахів родини шпакових (Sturnidae). Був ендеміком острова Мауке в архіпелазі Островів Кука.

## Опис
Птах досягав довжини 18 см. Він мав повністю буре забарвлення, подекуди коричневе, металево-блискуче. Лапи були темно-коричневим, очі жовтими.

## Таксономія
Довгий час походження єдиного відомого голотипу птаха було невідомим. Деякі дослідники, зокрема Річард Боудлер Шарп, вважали, що птах походив з острова Раіатеа у Французькій Полінезії і ототожнювали його з Aplonis ulietensis, відомим лише за малюнком 1774 року. В 1949 році Ервін Штреземан довів помилковість такого ототожнення. Зрештою, базуючись на записан Ендрю Блоксома, були виявлено, що голотип походив з острова Мауке і був отриманий 9 серпня 1825 року під час експедиції HMS Blonde.

## Вимирання
Маукейський шпак-малюк відомий за єдиним екземпляром, отриманим в 1825 році. Наступні 150 років орнітологи не відвідували острів Мауке. За цей час птах вимер. Найімовірніше, причиною цього стала поява на острові інвазивних щурів.